# Ulrich Jasper Seetzen

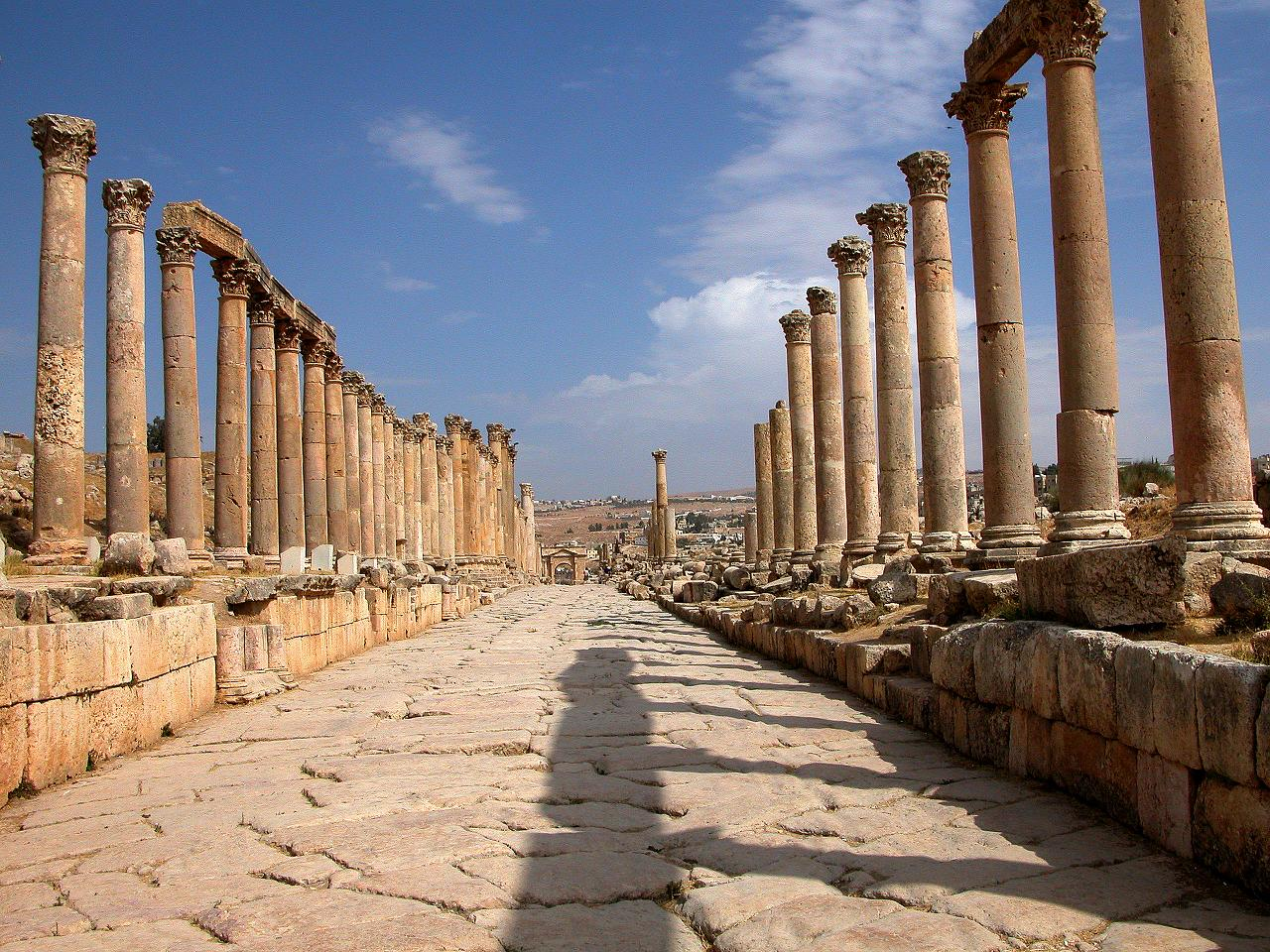
Strada colonnata che conduce alla città di Jerash, in Giordania. La città fu riscoperta nel 1806 da Ulrich Jasper Seetzen, il quale riconobbe una piccola porzione di rovine della città allora sepolta dalla sabbia

Ulrich Jasper Seetzen (Jever, 30 gennaio 1767 – Ta'izz, settembre 1811) è stato un esploratore tedesco che visitò Arabia e Palestina.

## Biografia
Il padre lo iscrisse all'Università Georg-August di Gottinga, dove si laureò in medicina. I suoi principali interessi, però, erano storia e tecnologia. Scrisse trattati su questi argomenti che gli fecero guadagnare una certa reputazione, e li utilizzò nel compiere una serie di viaggi nei Paesi Bassi ed in Germania. Si dedicò anche alla creazione di piccoli manufatti e nel 1802 ottenne un incarico governativo a Jever, anche se l'amore per le esplorazioni geografiche lo portò infine a viaggiare.
Nell'estate del 1802 iniziò a discendere il Danubio con l'amico Jacobsen, che abbandonò l'anno seguente a Smirne. Il suo viaggio lo portò a Costantinopoli, dove rimase sei mesi, prima di proseguire in Anatolia fino a Smirne, per proseguire nel cuore dell'Asia Minore fino ad Aleppo dove rimase dal novembre 1803 all'aprile 1805, imparando la lingua araba e lo stile di viaggio locale. Iniziò la parte dei suoi viaggi di cui fu pubblicato un diario completo (aprile 1808 - marzo 1809), una serie di viaggi in Palestina orientale ed occidentale e nella terra selvaggia del Sinai, da cui raggiunse Il Cairo e Fayyum.
La sua impresa maggiore fu il giro del Mar Morto, che compì in solitaria e travestito da mendicante. Dall'Egitto viaggiò via mare fino a Gedda e raggiunse La Mecca da pellegrino nell'ottobre 1809. Dopo il pellegrinaggio si convertì all'Islam. In Arabia compì numerosi viaggi, da Medina a Lahak per poi raggiungere Mokha, da dove furono scritte le sue ultime lettere dirette in Europa (novembre 1810). A settembre dell'anno dopo ripartì da Mokha nella speranza di raggiungere Mascate, ma fu trovato morto due giorni dopo.

## Opera
Per la parte dei suoi viaggi non coperti dal diario pubblicato, l'unica fonte scritta sono una serie di lettere e carte contenute nel Monatliche Correspondenz di Franz Xaver von Zach e nel Fundgruben di Joseph von Hammer-Purgstall. Molte carte e raccolte furono si persero a causa della sua morte, o non raggiunsero mai l'Europa. Le raccolte salvatesi sono depositate presso il museo orientale e tra i manoscritti orientali della biblioteca ducale di Gotha.
Lo studioso statunitense Edward Robinson, scrivendo nel 1841, definì Seetzen "giudizioso, intraprendente e infaticabile".